# Mistrovství Evropy ve sportovním lezení 2006
Mistrovství Evropy ve sportovním lezení 2006 (anglicky: UIAA European Championship - Ekatarinburg, francouzsky: Championnats d'Europe d'escalade, německy: Klettern Europameisterschaft) se uskutečnilo jako sedmý ročník v Jekatěrinburgu pod hlavičkou Mezinárodní horolezecké federace (UIAA), bylo to první Mistrovství Evropy pořádané v Rusku, závodilo se pouze v lezení na obtížnost a rychlost.

## Průběh závodů
Bouldering byl před kvalifikací zrušený pro nevyhovující technické podmínky — nebezpečné vysoké závodní profily a tvrdé dopadiště, v této disciplíně se závodilo v náhradním termínu následující rok na ME 2007 v Birminghamu. V šesti kategoriích se registrovalo 220 závodníků, v boulderingu 54 mužů a 41 žen z 19 a 16 zemí.

### Češi na ME
Šampionátu se zúčastnili 3 muži a 3 ženy z České republiky. Ve zrušeném boulderingu přijela Česko reprezentovat většina z nich — Tomáš Mrázek, Martin Stráník, Helena Lipenská a Silvie Rajfová.
V obtížnosti se lezlo na kolmé stěně, všichni Češi postoupili do semifinále. Tomáš Mrázek dal top, Martin Stráník těsně nad čarou. Silvie Rajfová postupovala ze 12. místa. Ve finálové cestě byl obtížný skok, který se nezdařil 15 závodníkům, což nepřispělo i tak špatné atmosféře z celkové organizace.
V lezení na rychlost skončili Libor Hroza i Eliška Karešová na 13. místě. Cesty byly postavené ve dvou mírně převislých profilech vysokých 15 m.
- Pavouk: Libor Hroza/CZE (29,67 s) x Olexiy Shulga/UKR (28,67 s),

Anna Saulevitch/Stenkovaya/RUS (41,29 s) x Eliška Karešová/CZE (52,62 s).

### Výsledky mužů a žen
| obtížnost               | obtížnost              | rychlost                  | rychlost               |
| ----------------------- | ---------------------- | ------------------------- | ---------------------- |
| muži                    | ženy                   | muži                      | ženy                   |
| 1. David Lama           | 1. Charlotte Durif     | 1. Jevgenij Vajcechovskij | 1. Anna Stenkovaja     |
| 2. Cédric Lachat        | 2. Sandrine Levet      | 2. Sergej Sinicyn         | 2. Kseniia Alekseeva   |
| 3. Dmitrij Šarafutdinov | 3. Maja Vidmar         | 3. Alexandr Pěšechonov    | 3. Valentina Jurinová  |
|                         |                        |                           |                        |
| 4. Serguei Terentiev    | 4. Olga Šalagina       | 4. Valeriy Vorobyev       | 4. Svitlana Tužylinová |
| 5. Klemen Bečan         | 5. Angela Eiter        | 5. Alexander Kosterin     | 5. Taťjana Rujgová     |
| 6. Daniel Winkler       | 6. Barbara Bacher      | 6. Maxim Stěnkovyj        | 6. Olga Evstigneeva    |
| 7. Valeriy Kryukov      | 7. Caroline Ciavaldini | 7. Olexiy Shulga          | 7. Olena Repko         |
| 8. Sergei Shaferov      | 8. Natalija Gros       | 8. Dmitrij Šarafutdinov   | 8. Ganna Savchenko     |
|                         |                        |                           |                        |
| 10.-11. Tomáš Mrázek    | 21. Silvie Rajfová     | 13. Libor Hroza           | 13. Eliška Karešová    |
| 25.-26. Martin Stráník  | —                      | —                         | —                      |
| ? finalistů             | ? finalistek           | 4/8 finalistů             | 4/8 finalistek         |
| ? semifinalistů         | ? semifinalistek       | 16 semifinalistů          | 16 semifinalistek      |
| 42 mužů                 | 37 žen                 | 23 mužů                   | 17 žen                 |

V kombinaci zvítězili Dmitrij Šarafutdinov (RUS) a Kseniia Alekseeva (RUS).

### Medaile podle zemí
| pořadí | stát      | Zlatá medaile | Stříbrná medaile | Bronzová medaile | celkem |
| ------ | --------- | ------------- | ---------------- | ---------------- | ------ |
| 1.     | Rusko     | 2             | 2                | 3                | 7      |
| 2.     | Francie   | 1             | 1                | 0                | 2      |
| 3.     | Rakousko  | 1             | 0                | 0                | 1      |
| 4.     | Švýcarsko | 0             | 1                | 0                | 1      |
| 5.     | Slovinsko | 0             | 0                | 1                | 1      |

### Zúčastněné země
| 1.   | Rakousko   | Francie    | Rusko     | Rusko     |
| 2.   | Švýcarsko  | Slovinsko  | Ukrajina  | Ukrajina  |
| 3.   | Rusko      | Ukrajina   | Polsko    | Polsko    |
| 4.   | Slovinsko  | Rakousko   | Česko     | Bulharsko |
| 5.   | Ukrajina   | Rusko      | Švýcarsko | Česko     |
| 6.   | Bělorusko  | Belgie     | Německo   | Švýcarsko |
| 7.   | Francie    | Polsko     | Bulharsko | Gruzie    |
| 8.   | Česko      | Slovensko  | Gruzie    | -         |
| 9.   | Nizozemsko | Švýcarsko  | Bělorusko | -         |
| 10.  | Itálie     | Česko      | -         | -         |
| 11.  | Španělsko  | Itálie     | -         | -         |
| 12.  | Bulharsko  | Španělsko  | -         | -         |
| 13.  | Německo    | Turecko    | -         | -         |
| 14.  | Polsko     | Nizozemsko | -         | -         |
| 15.  | Norsko     | Bulharsko  | -         | -         |
| 16.  | Gruzie     | Norsko     | -         | -         |
| 17.  | Turecko    | Gruzie     | -         | -         |
| (19) | 17         | 17         | 9         | 7         |